# 비치역
비치(독일어: Bahnhof Bitsch)은 스위스 발레주 비치 시정촌에 있는 기차역이다. 1,000mm 미터궤 마터호른 고트하르트 철도의 푸르카 오버알프선의 중간 정류장이다. 이 열차는 지역 열차로만 운행된다.

## 운행편
다음 서비스는 비치에서 정차한다.
- 레기오 :
  - 체르마트와 피쉬 사이에 매시간 운행
  - 피스프와 안데르마트 사이에 매시간 운행